# La Macarena (confrérie)
 (mars 2023).
Si vous disposez d'ouvrages ou d'articles de référence ou si vous connaissez des sites web de qualité traitant du thème abordé ici, merci de compléter l'article en donnant les références utiles à sa vérifiabilité et en les liant à la section « Notes et références ».
Pour les articles homonymes, voir La Macarena.
Cet article concerne la confrérie de Jerez de los Caballeros. Pour la confrérie de Séville, voir Confrérie de la Esperanza Macarena.
La Macarena est l'abréviation courante de Hermandad de Nuestro Padre Jesús del Gran Amor y María Santísima de la Esperanza Macarena, une confrérie religieuse espagnole de Jerez de los Caballeros (Estrémadure). Elle a été créée en 1978 à l'église de San Bartolomé et a fait sa première apparition lors de la Semaine sainte de Jerez de los Caballeros en 1979, depuis la paroisse de Santa Catalina. Cette confrérie a pour mission les travaux de réparation et de restauration de San Bartolomé.
Son nom provient de la Vierge de la Macarena de Séville, appartenant à la Confrérie de la Esperanza Macarena.